# Neeurylabia spiloptera
Neeurylabia spiloptera är en stekelart som först beskrevs av Morley 1919.  Neeurylabia spiloptera ingår i släktet Neeurylabia och familjen brokparasitsteklar. Inga underarter finns listade i Catalogue of Life.